# Ilex sideroxyloides
Ilex sideroxyloides là một loài thực vật có hoa trong họ Aquifoliaceae. Loài này được (Sw.) Griseb. mô tả khoa học đầu tiên năm 1857.